# Nguimbong
Nguimbong est un village de la Région du Littoral du Cameroun, situé dans la commune de Ndom. 

## Population et développement
En 1967, la population de Nguimbong était de 203 habitants, essentiellement des Babimbi du peuple Bassa. La population de Nguimbong était de 299 habitants dont 170 hommes et 1129 femmes, lors du recensement de 2005.  